# Kozličina
Kozličina (lat. Arisarum), rod biljaka iz porodice kozlačevki smještenu vlastiti tribus Arisareae, dio je potporodice Aroideae. Postoje tri vrste i jedna hibridna, raširene od Makaronezije preko Mediterana do Transkavkaza. U Hrvatskoj raste jedna vrsta, to je , obična kozličina, Arisarum vulgare.

## Vrste
1. Arisarum × aspergillum Dunal
2. Arisarum proboscideum (L.) Savi
3. Arisarum simorrhinum Durieu
4. Arisarum vulgare O.Targ.Tozz.

## Vanjske poveznice
|  | Zajednički poslužitelj ima još gradiva o temi Arisarum |
|  | Wikivrste imaju podatke o taksonu Arisarum             |